# جوزفين أنطوان
جوزفين أنطوان (بالإنجليزية: Josephine Antoine)‏ هي معلمة موسيقى ومغنية ومغنية أوبرا أمريكية، ولدت في 27 أكتوبر 1907 في دنفر في الولايات المتحدة، وتوفيت في 30 أكتوبر 1971 في جيمستاون في الولايات المتحدة.